# Bredstedt
Bredstedt é uma cidade da Alemanha localizada no distrito de Nordfriesland, estado de Schleswig-Holstein.